# تخت سنگین

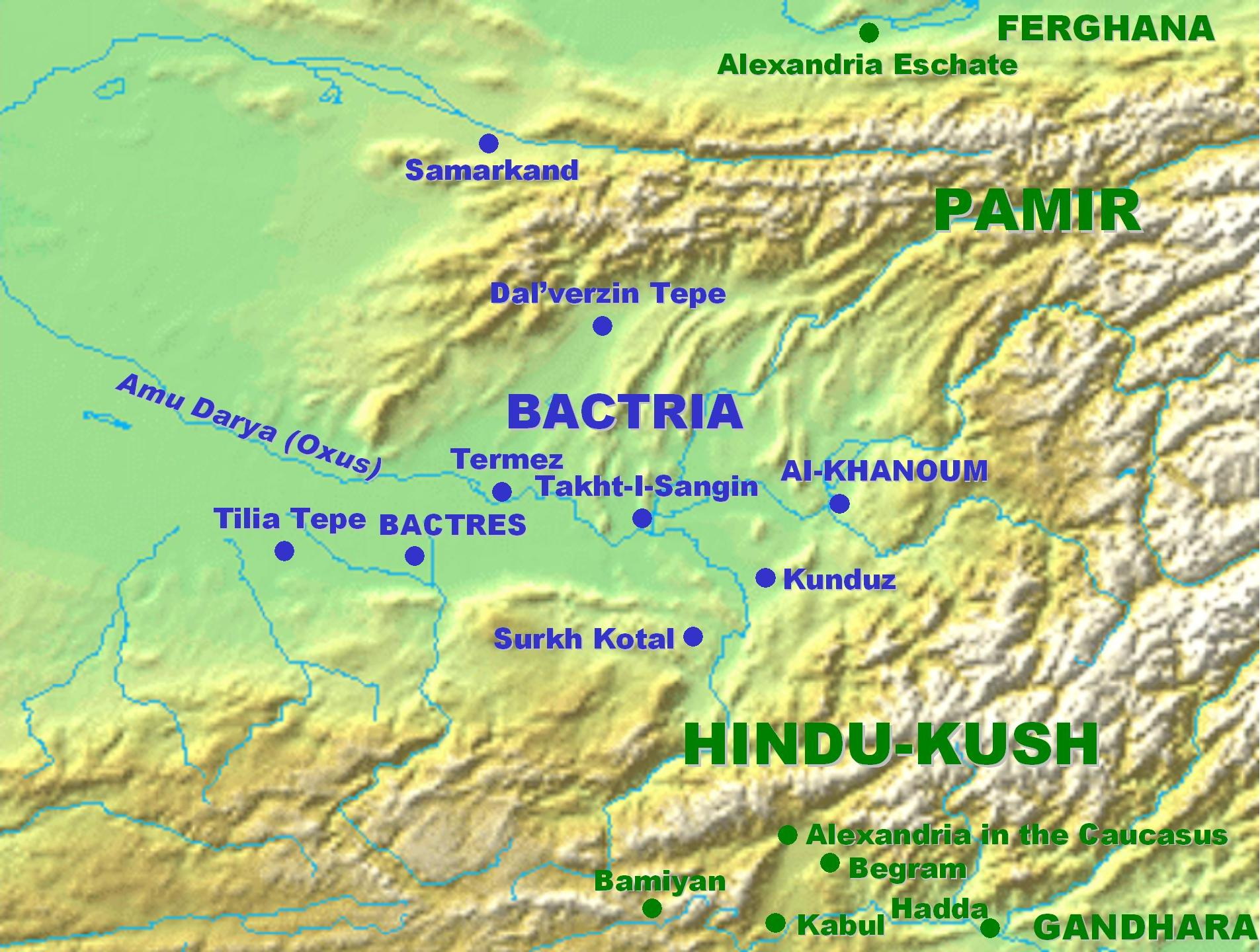
محل تخت سنگین در نقشه سرزمین باختر.

تختِ سنگین بازمانده‌های شهری باستانی در سمت شمال آمودریا واقع در تاجیکستان در چند کیلومتری مرز با افغانستان است.
این محوطه باستان‌شناسی در ریزشگاه دو رود وخش و پنج در غرب آی‌خانم قرار گرفته‌است. این شهرک یکی از کلونی هایی است که اسکندر بنیان گذاشت و بعدا طی دروان سلوکی نیز به حیات خود ادامه داد. اوج دوران شکوه این شهرک در پادشاهی یونانی باختر رخ داد. باستان‌شناسان از این مقطع تاریخی محوطه ای کوچکتر از آی‌خانم، بجای‌مانده از دوره هِلِنی متعلق به سده‌های سوم و دوم پیش از میلاد کشف کرده‌اند، که به همان اندازهٔ آی‌خانم دارای اهمیت است: نیایشگاهی که در بین مردمان محلی آنجا بنام تخت سنگین مشهور است. این ساحه ترکیبی از معبدی یونانی و آتشکدهٔ زرتشتی بوده، که نمایانگر این واقعیت است که در باختر دورهٔ هِلِنی (یونانی) دو رسم و سنت وجود داشته‌است. در تختِ سنگین شمار زیادی سکه (هدایای اهداشده به معبد) و تندیس‌ها و سردیس‌های واقع‌نمایانه چشمگیری کشف شده‌اند: سردیس‌های رنگ‌آمیزی‌شده ساختِ محلی از مردان و موبدان، تندیس‌های مرمرین ساختِ محلیِ مردی شبیه به اسکندر مقدونی (با کلاه‌خودی با نقشی از شیر) و تندیس یونانی مارسواس (در اسطوره‌های یونان، نوازنده فلوت است)، که احتمالاً مقصود از یک آیین محلی بوده، در داخل معبد پیدا شده‌است.

## نیایشگاه
نیایشگاه تخت سنگین در سده‌های چهارم تا سوم پیش از میلاد در کرانه راست آمودریا برپا شده و توسط پیچیکیان (I.Pichikian) و لیتوینسکی (B.Litvinsky) کاوش شده‌است. در ادبیات تخصصی. این نیایشگاه به نام پرستشگاه ایزد رود آمودریا شناخته شده‌است.
بخش مرکزی مجموعه شامل یک تالار چهارستونی با یک سکو در گوشه شمال غربی است که احتمالاً برای قرار دادن یک مجسمه بوده‌است و همچنین دو راهرو در زوایای آن قرار داد لیکن این دو راهرو به‌درستی دارای حالت گردشی نیستند زیرا در انتها به دیوارهای خالی ختم می‌شوند.
هریک از راهروها شامل دو بخش عمود برهم است. بخش‌های کوتاهتر در دو طرف تالار مرکزی واقع شده‌اند و بخش‌های بلندتر که به موازات یکدیگر هستند در پست تالار مرکزی قرار گرفته‌اند. در مرکز هریک از دیوارهای تالار، درگاهی ساخته شده که به راهروهای واقع در طرفین تالار وصل می‌شود. اگر راهروهای پشت تالار را از روی نقشه حذف کنیم به نقشه سه محرابی می‌رسیم که مشابه نقشه معبد آی خانم و دیل بردزین است. این بناها به عصر هلنی منسوب شده‌اند.